# Śledź mnie!
Śledź mnie! (ang. Follow Me!) – brytyjska komedia filmowa z 1972 roku w reżyserii Carola Reeda, zrealizowana na podstawie sztuki Petera Shaffera. Obraz był emitowany w Polsce również pod tytułem Detektyw aż nadto prywatny.
Zdjęcia do filmu kręcono w Londynie, Windsorze oraz w posiadłości Sutton Place w hrabstwie Surrey.

## Główne role
- Mia Farrow - Belinda
- Chaim Topol - Julian Cristoforou
- Michael Jayston - Charles
- Margaret Rawlings - Pani Sidley
- Annette Crosbie - Pani Framer
- Dudley Foster - Pan Mayhew
- Michael Aldridge - Sir Philip Crouch
- Michael Barrington - Pan Scrampton
- Neil McCarthy - Parkinson